# 德拉貝克峰
德拉貝克峰（英語：Drabek Peak），是南極洲的山峰，位於維多利亞地的彭內爾海岸，處於雷德蒙海崖以西17公里，屬於阿納雷山脈的一部分，海拔高度2,090米，現時由南極條約體系管理。